# بني الزبيدي (عبس)

تعديل مصدري - تعديل

بني الزبيدي هي إحدى قرى عزلة بني حسن بمديرية عبس التابعة لمحافظة حجة، بلغ تعداد سكانها 32 نسمة حسب تعداد اليمن لعام 2004.